# Sierra de Fiambalá
Sierra de Fiambalá är en bergskedja i Argentina.   Den ligger i provinsen Catamarca, i den norra delen av landet, 1 200 km nordväst om huvudstaden Buenos Aires.
Sierra de Fiambalá sträcker sig 23,4 km i nord-sydlig riktning. Den högsta toppen är Cerro Alto del Volcán, 4 879 meter över havet.
Topografiskt ingår följande toppar i Sierra de Fiambalá:
- Cerro Alto del Volcán
- Cerro Morado
- Cerro Negro
- Cerro Tolar

Omgivningarna runt Sierra de Fiambalá är i huvudsak ett öppet busklandskap. Runt Sierra de Fiambalá är det mycket glesbefolkat, med 2 invånare per kvadratkilometer.